# Ordine di Takovo
L'Ordine della croce di Takovo (o Ordine di Takowo in alcune fonti) fu un ordine cavalleresco del regno di Serbia, il primo ad essere fondato nel paese.

## Storia
L'Ordine di Takovo venne fondato il 24 marzo 1865 al fine di celebrare il 50º anniversario della seconda rivolta anti-ottomana scoppiata nel paese, nella regione di Takovo, nella Serbia dell'ovest, guidata da Milos Obrenovic (1780-1860), evento che fu alla base del raggiungimento dell'indipendenza del paese.
Il Principe Mihailo Obrenović III di Serbia, figlio e successore del Principe Milos, si preoccupò della fondazione materiale di questo ordine firmando il decreto che stabilì la Croce e la medaglia d'argento il 22 maggio di quello stesso 1865.
Secondo quanto stabilito dagli statuti di fondazione, l'Ordine poteva essere concesso a quanti avessero guadagnato dei meriti militari od avessero preso parte alle guerre per la liberazione della Serbia. La croce veniva concessa in prevalenza a quanti avessero fisicamente partecipato alle guerre, mentre la medaglia d'argento era riservata soprattutto alle famiglie di quanti si fossero distinti per aver partecipato all'insurrezione per la causa nazionale.

## Insegne

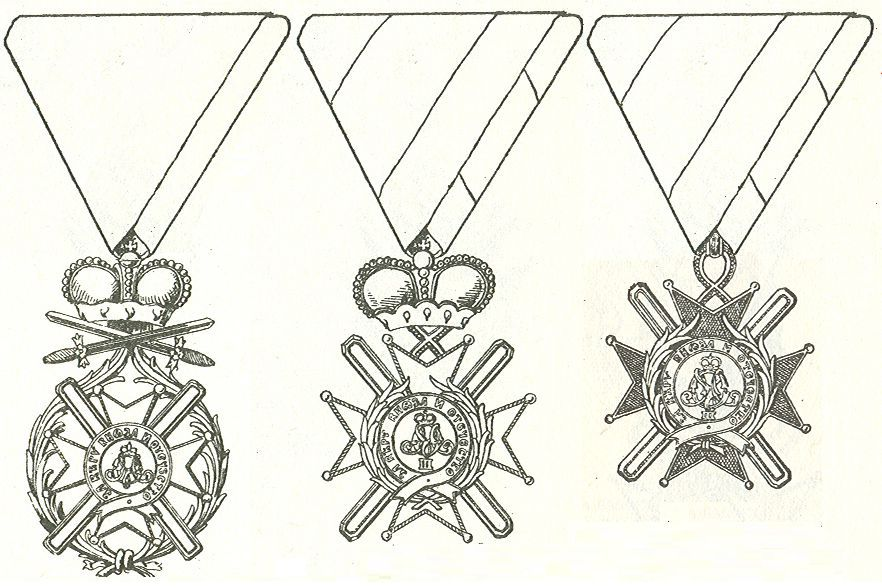
Tre croci dell'Ordine

La croce dell'ordine consisteva in una croce di malta pomata e smaltata di bianco, dietro la quale sta una croce di Sant'Andrea, mentre il disco centrale è attorniato da una corona d'alloro. Il disco centrale è smaltato di rosso con riportate in argento le iniziali del Principe Michael Obrenovich ("MO") sormontate da una corona, il tutto attorniato da una fascia smaltata di blu conclusa a due code di nastro nella parte inferiore. La decorazione è sostenuta al nastro tramite una corona principesca d'argento. Sul retro, nel medaglione centrale, si trova lo stemma reale della Serbia.
Il nastro era rosso con una fascia bianca ed una azzurra per parte.

## Collegamenti esterni

Milan I di Serbia primo Re di Serbia,Cavaliere di Gran Croce